# Rio Beaumont
O rio Beaumont é um rio no distrito Central de Otago na Nova Zelândia. É um afluente do rio Clutha, fundindo-se com ele apenas a montante da vila de Beaumont.